# Rödbröstad nötväcka
Rödbröstad nötväcka (Sitta canadensis) är en nordamerikansk tätting i familjen nötväckor.

## Utseende
Rödbröstad nötväcka är en relativt liten nötväcka med en kroppslängd på endast 11 centimeter. Den kännetecknas av blekorange undersida, ett mörkt ögonstreck och vitt ögonbrynsstreck. Liksom andra nötväckor är ryggen ostreckat blågrå och den korta stjärten har ett svartvitt mönster.

## Utbredning och systematik
Arten förekommer i nordamerikanska barrskogar. Den behandlas som monotypisk, det vill säga att den inte delas in i några underarter. Den är en mycket sällsynt gäst i Europa, med endast tre fynd: en hane hittad död på Island 21 maj 1970, en ung hane Holkham, Norfolk, Storbritannien 13 oktober 1989 och en ungfågel, möjligen hona, återigen på Island 24 januari 2021.

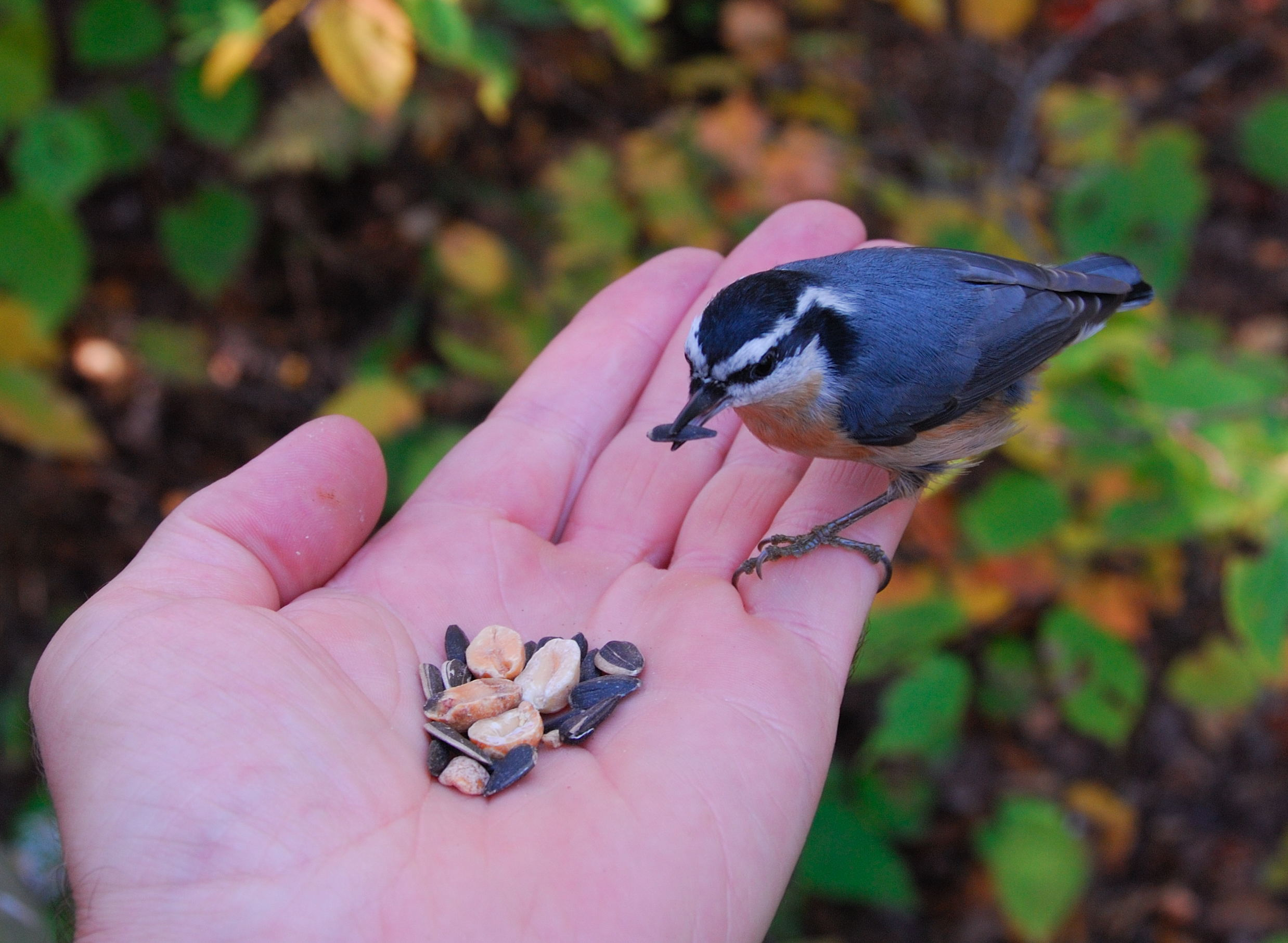
Rödbröstad nötväcka som äter ur en människas hand.

### Släktskap
Rödbröstad nötväcka tillhör en grupp nötväckor som alla är relativt små samt har svart panna och vit ögonbrynsstreck, allra närmast släkt med kinesisk nötväcka (S. villosa) och korsikansk nötväcka (S. whiteheadi), på lite längre håll den hotade kabylnötväckan (S. ledanti) samt turknötväcka (S. krueperi).

## Levnadssätt

### Habitat
Rödbröstad nötväcka återfinns i barrskog bestående av gran, ädelgran, tall, hemlock lärk och jättetuja. Östliga populationer trivs i skog med mer inslag av lövträd, som asp, björk, poppel, ek, lönn och Tilia americana. Vintertid kan den ses i trädgårdar, buskmarker, parker och planteringar.

### Föda
Sommartid intar fågeln mest insekter och andra leddjur som skalbaggar, spindlar, tvestjärtar, myror, spindlar och larver. Höst och vinter går födan över till barrträdsfrön som den kan ha sparat från tidigare år. De kan också ses vid fågelmatningar och föredrar då jordnötter, solrosfrön och talg.

### Häckning
Båda könen hjälps åt att hacka ur sitt bo i ett dött träd, företrädesvis asp. Detta arbete kan ta upp till 18 dagar. Honan konstruerar sedan en bädd av gräs, bark och barr som fodras med fjädrar, päls och finare gräs. Den har setts stjäla bomaterial från andra fåglar som bergtita eller dvärgnötväcka. Slutligen samlar båda könen kåda från barrträd som den sen applicerar kring mynningen med hjälp av en bit bark, troligen för att hålla predatorer eller konkurrenter borta. Under bobygget är rödbröstad nötväcka aggressiv mot andra fåglar och jagar bort både husgärdsmyg, vitbröstad nötväcka och dunspett.
I boet lägger honan två till åtta ägg som ruvas i tolv till 13 dagar. Ytterligare knappt tre veckor senare är ungarna flygga.

## Status och hot
Arten har ett stort utbredningsområde och en stor population, och tros öka i antal. Utifrån dessa kriterier kategoriserar internationella naturvårdsunionen IUCN arten som livskraftig (LC). Världspopulationen uppskattas till 20 miljoner vuxna individer.